# Alticus
Alticus is een geslacht van straalvinnige vissen uit de familie van naakte slijmvissen (Blenniidae).
Het geslacht is voor het eerst wetenschappelijk beschreven in 1800 door Bernard Germain de Lacépède.

## Soorten
- Alticus anjouanae (Fourmanoir, 1955)
- Alticus arnoldorum (Curtiss, 1938)
- Alticus kirkii (Günther, 1868)
- Alticus monochrus Bleeker, 1869
- Alticus montanoi (Sauvage, 1880)
- Alticus saliens (Lacepède, 1800)
- Alticus sertatus (Garman, 1903)
- Alticus simplicirrus Smith-Vaniz & Springer, 1971